# Acuario de vida marina de Kelly Tarlton
El Acuario de vida marina de Kelly Tarlton (en inglés: Kelly Tarlton's Sea Life Aquarium; anteriormente Mundo Submarino de Kelly Tarlton) es un acuario público en Auckland, Nueva Zelanda, que fue inaugurado en 1985. Fue una idea original del arqueólogo marino y buzo Kelly Tarlton (1937-1985). Construido sobre la base de unos tanques de almacenamiento de aguas residuales en desuso, el acuario utiliza una nueva forma de acrílico, lo que permitió túneles curvos en lugar de áreas de observación con sólo paneles planos, como en acuarios anteriores. El proyecto es también uno de los primeros en utilizar cintas transportadoras para mover poco a poco la gente a través de las áreas de visualización. 